# Анджело Каимо
Анджело Каимо (на италиански: Angelo Caimo) е бивш италиански вратар. Кариерата си прекарва с отборите на Новара и Амброзиана-Интер. Шампион на Серия А през сезон 1939-40.